# Риполи (Болоња)
Риполи (итал. Ripoli) је насеље у Италији у округу Болоња, региону Емилија-Ромања.
Према процени из 2011. у насељу је живело 131 становника. Насеље се налази на надморској висини од 563 м.